# 松花鄉
松花鄉，是四川省鄰水縣曾经下辖的一个乡。

## 沿革[1]
- 1953年9月4日，松花鄉人民政府成立，隸屬第三區(合流區)公所領導。1956年1月，松花鄉人民政府撤銷，其所轄區域分別併入牟家鄉和合豐鄉。1953年9月至1956年1月，松花鄉人民政府鄉長是聶祖華。